# Giải Locus cho tiểu thuyết hay nhất
Giải Locus cho tiểu thuyết hay nhất (tiếng Anh: Locus Awward for Best Novel) là một giải thưởng của tạp chí Locus, Hoa Kỳ dành cho tiểu thuyết được bầu chọn là hay nhất. Các tác phẩm được bầu chọn là những tác phẩm được xuất bản năm trước đó.
Giải này được thiết lập từ năm 1971 cho tới năm 1979, sau đó được chia thành 2 giải khác nhau, gồm Giải Locus cho tiểu thuyết khoa học viễn tưởng hay nhất và Giải Locus cho tiểu thuyết tưởng tượng hay nhất.

## Những tác phẩm đoạt giải
| Năm  | Tác phẩm                                         |
| ---- | ------------------------------------------------ |
| 1971 | Ringworld của Larry Niven                        |
| 1972 | The Lathe of Heaven của Ursula K. Le Guin        |
| 1973 | The Gods Themselves của Isaac Asimov             |
| 1974 | Rendezvous with Rama của Arthur C. Clarke        |
| 1975 | The Dispossessed của Ursula K. Le Guin           |
| 1976 | The Forever War của Joe Haldeman                 |
| 1977 | Where Late the Sweet Birds Sang của Kate Wilhelm |
| 1978 | Gateway của Frederik Pohl                        |
| 1979 | Dreamsnake của Vonda N. McIntyre                 |
| 1980 | Titan của John Varley                            |
| 1981 | The Snow Queen của Joan D. Vinge                 |